# Outsider
Outsider és una pel·lícula produïda el 1997 a Eslovènia pel guionista i director Andrej Košak. La pel·lícula va ser seleccionada com a entrada eslovena per al Millor pel·lícula en llengua estrangera als Premis Oscar de 1997, però no va ser acceptada com a nominada.

## Argument
La pel·lícula té lloc als anys 80 a l'antiga Iugoslàvia. Cobreix temes com l'antiga escena del punk rock iugoslau i el consum de drogues l'any en què va morir Josip Broz Tito.
La història comença a la tardor de 1979 quan Sead Mulahasanović, el pare del qual era un suboficial (zastavnik) de l'Exèrcit Popular Iugoslau es va traslladar a Ljubljana i va començar a assistir als centres de secundària locals. Immediatament es va unir als punkers locals que van formar una banda. Com que el punk rock a Iugoslàvia no era tolerat, alguns d'ells ràpidament es van ficar en problemes. Les autoritats estaven en alerta màxima perquè Tito va emmalaltir greument i va ser ingressat al Centre Mèdic Universitari de Ljubljana. Sead va passar molt de temps amb els seus nous amics perquè el seu pare només es dedicava a l'exèrcit i volia que Sead s'incorporés a l'escola de l'exèrcit per convertir-se en oficial o pilot.
Sead s’enamora de Metka, una noia de la seva classe, així que també va començar a passar el temps amb ella. Aleshores van passar diverses coses: un dels seus amics va ser colpejat per la policia i tanca a la presó, va ser castigat pel seu pare per no ser prou entregat a les idees del socialisme, Metka es va quedar embarassada i es va veure obligada de nou a traslladar-se, així que Sead hauria de deixar la seva vida enrere i començar-la de nou. No va aguantar més i es va suïcidar, casualment va passar el dia que va morir en Tito.

## Repartimentt
- Davor Janjić.... Sead Mulahasanović 'Sid'
- Nina Ivanič.... Metka Hafner
- Uros Potočnik.... Borut Kadunc 'Bomba'
- Jure Ivanušič.... 'Podgana'
- Zijah Sokolović.... Zastavnik Haris Mulahasanović
- Miranda Caharija.... Marija Mulahasanović
- Demeter Bitenc.... Direktor

## Reconeixements
Outsider va ser la pel·lícula eslovena més taquillera (91.000) fins que fou superada per la pel·lícula de Branko Đurić Kajmak in marmelada (unsr 100,000 espectadors). va guanyar la Palmera de bronze a la XVIII edició de la Mostra de València.

## Curiositats
Hi ha una escena a la pel·lícula, que mostra la banda tocant una versió de la cançó "Goodbye Teens" de Plavi orkestar, que es va estrenar originalment el 1985, tot i que la pel·lícula mostra els esdeveniments que van tenir lloc el 1980.